# Сан Фермо (Бреша)
Сан Фермо је насеље у Италији у округу Бреша, региону Ломбардија.
Према процени из 2011. године у насељу је живело 45 становника. Насеље се налази на надморској висини од 112 m.